# Ranunculus augustanus
Ranunculus augustanus är en ranunkelväxtart som beskrevs av Sandro Alessandro Pignatti. Ranunculus augustanus ingår i släktet ranunkler, och familjen ranunkelväxter. Inga underarter finns listade i Catalogue of Life.